# Kirovo-Tsjepetsk
Kirovo-Tsjepetsk (Russisch: Кирово-Чепецк) is een stad onder jurisdictie van de Russische oblast Kirov en is het bestuurlijk centrum van het gelijknamige district Kirovo-Tsjepetski. De stad is gelegen in de Voor-Oeral, bij de instroom van de Tsjeptsa in de Vjatka op 22 kilometer ten zuidoosten van Kirov, waarvan het een satellietstad is.

## Geschiedenis
De plaats werd gesticht in het midden van de 15e eeuw door kolonisten uit Novgorod als de selo Oest-Tsjeptsa ("monding van de Tsjeptsa"). In 1873 stichtte Andrej Brovtsyn er een luciferfabriek. Na het ontstaan van de Sovjet-Unie veranderde het aanzicht van het dorp volledig. De industrialisatieplannen zorgden ervoor dat het oude dorp -inclusief haar kerken die als nutteloos werden gezien- vrijwel volledig van de kaart werd geveegd, ook mede doordat de Vjatka haar rivierbed verplaatste in 1926, en werd vervangen door een nieuwe industriestad. In 1935 werd hier voor de elektriciteitsvoorziening van de stad Kirov een waterkrachtcentrale gebouwd, vernoemd naar sovjetleider Sergej Kirov, die een jaar eerder was vermoord. De plaats groeide snel en kreeg in 1942 de status van werknederzetting en werd hernoemd tot Kirovo-Tsjepetsk.
De waterkrachtcentrale was slechts het begin van de plannen van de sovjets, die hier een gigantisch industriegebied hadden voorzien met onder andere de grootste papierfabriek van de Sovjet-Unie. Dit plan en een daaropvolgend plan voor een vlasverwerkingsfabriek werden echter afgeblazen. Gedurende de Tweede Wereldoorlog werd de plaats overspoeld met vluchtelingen uit Europees Rusland, arbeiders uit alle delen van de Sovjet-Unie en door Duitse krijgsgevangenen. In 1942 kwam de waterkrachtcentrale gereed, waaraan duizenden arbeidskrachten jarenlang hard hadden gebouwd, waardoor de defensiefabrieken van Kirov een constante stroom van munitie, wapens en oorlogsmaterieel konden produceren gedurende de rest van de oorlog.
In 1946 arriveerde Jakov Teresjtsjenko, de toekomstige directeur van een nieuw op te zetten kombinaat, in de plaats. Dit vormde het begin van de grootschalige ontwikkeling van de stad. Hij besloot een chemische fabriek op te zetten bij het nabijgelegen dorpje Balezino (startte met productie in 1949). Hij had echter ook oog voor de stad en besteedde ook aandacht aan de leefomstandigheden, sportvoorzieningen en architectuur van de plaats. Omdat in de chemische fabriek onderdelen voor het ruimtevaartprogramma van de Sovjet-Unie werden gemaakt, kreeg Kirovo-Tsjepetsk de status van gesloten stad en stond onder direct bestuur van Minatom. In 1955 kreeg de plaats de status van stad.

## Economie
Bij de chemische fabriek (afgekort: KTsjChK en vernoemd naar natuurkundige Boris Konstantinov) werkten in 2002 meer dan 14.000 mensen.

## Demografie
| Ontwikkeling van het inwoneraantal |        |        |        |        |         |        |        |        |
| Jaar                               | 1959   | 1970   | 1979   | 1989   | 1994    | 2002   | 2008   | 2015   |
| Bevolking                          | 28.700 | 51.000 | 71.500 | 95.000 | 100.000 | 90.300 | 84.900 | 75.000 |

## Geboren in Kirovo-Tsjepetsk
- Ivan Bjakov (1944–2009) – biatlonsporter (goud op olympische spelen van 1972 en 1976)